# Slim Whitman
Slim Whitman, nome d'arte di Ottis Dewey Whitman (Tampa, 20 gennaio 1924 – Orange Park, 19 giugno 2013), è stato un cantante statunitense.
Slim Whitman, noto per la sua abilità nel yodel e per la voce chiara e cristallina, ha venduto oltre 100 milioni di dischi ed è ritenuto un personaggio leggendario della musica country e dell'industria musicale occidentale con una carriera musicale durata diversi decenni.
La sua famosa canzone "Indian Love Call" fu usata nel film Mars Attacks!.

## Discografia

### Album
| Anno | Album                                                | Posizione  | Posizione | Etichetta        |
| Anno | Album                                                | US Country | US        | Etichetta        |
| ---- | ---------------------------------------------------- | ---------- | --------- | ---------------- |
| 1954 | America's Favorite Folk Artist                       |            |           | Imperial         |
| 1954 | Favorites                                            |            |           | Imperial         |
| 1957 | Slim Whitman Sings                                   |            |           | Imperial         |
| 1959 | My Best to You                                       |            |           | Imperial         |
| 1959 | Country Favorites                                    |            |           | Imperial         |
| 1960 | I'll Walk with God                                   |            |           | Imperial         |
| 1960 | Songs of the Old Waterwheel                          |            |           | Imperial         |
| 1961 | I'll Never Stop Loving You                           |            |           | Imperial         |
| 1961 | Just Call Me Lonesome                                |            |           | Imperial         |
| 1961 | Cool Water                                           |            |           | Imperial         |
| 1961 | Annie Laurie                                         |            |           | Imperial         |
| 1962 | Forever                                              |            |           | Imperial         |
| 1962 | Sings                                                |            |           | Imperial         |
| 1962 | Heart Songs / Love Song                              |            |           | Imperial         |
| 1962 | I'm a Lonely Wanderer                                |            |           | Imperial         |
| 1963 | Yodeling                                             |            |           | Imperial         |
| 1963 | Irish Songs                                          |            |           | Imperial         |
| 1964 | All Time Favorites                                   |            |           | Imperial         |
| 1964 | Country Songs, City Hits                             |            |           | Imperial         |
| 1965 | Love Song of the Waterfall                           | 20         |           | Imperial         |
| 1965 | Reminiscing                                          |            |           | Imperial         |
| 1966 | More Than Yesterday (More Country Songs & City Hits) | 28         |           | Imperial         |
| 1966 | God's Hand in Mine                                   |            |           | Imperial         |
| 1966 | Travelin' Man                                        |            |           | Imperial         |
| 1966 | A Time for Love                                      |            |           | Imperial         |
| 1967 | 15th Anniversary Album                               | 25         |           | Imperial         |
| 1967 | Country Memories                                     | 42         |           | Imperial         |
| 1968 | In Love the Whitman Way                              | 16         |           | Imperial         |
| 1968 | Happy Street                                         | 34         |           | Imperial         |
| 1969 | Slim                                                 |            |           | Imperial         |
| 1969 | Christmas Album                                      |            |           | Imperial         |
| 1970 | Tomorrow Never Comes                                 |            |           | United Artists   |
| 1971 | Guess Who                                            | 31         |           | United Artists   |
| 1971 | It's a Sin to Tell a Lie                             | 23         |           | United Artists   |
| 1972 | The Best of Slim Whitman                             |            |           | United Artists   |
| 1973 | I'll See You When                                    |            |           | United Artists   |
| 1973 | 25th Anniversary Concert                             |            |           | United Artists   |
| 1974 | Happy Anniversary                                    |            |           | United Artists   |
| 1976 | Everything Leads Back to You                         | 42         |           | United Artists   |
| 1977 | Red River Valley                                     |            |           | United Artists   |
| 1977 | Home On the Range                                    |            |           | United Artists   |
| 1980 | Songs I Love to SingA                                | 25         | 175       | Cleveland Int'l. |
| 1980 | Christmas with Slim Whitman                          | 47         | 184       | Cleveland Int'l. |
| 1981 | Mr. Songman                                          |            |           | Cleveland Int'l. |
| 1981 | I'll Be Home for Christmas                           |            |           | Cleveland Int'l. |
| 1984 | Angeline                                             |            |           | Cleveland Int'l. |

- ASongs I Love to Sing: posizione 24 su RPM, Country Albums chart in Canada.

### Singoli
- 1949: Please Paint A Rose On The Garden Wall/Tears Can Never Drown The Flame (RCA Records, 48-0069)
- 1950: Let's Go To Church/There's A Rainbow In Ev'ry Teardrop (RCA Records, 48-0313; lato A con Dolores Watson)
- 1950: Wabash Waltz/I'm Crying For You (RCA Records, 48-0358)
- 1952: Love Song Of The Waterfall/My Love Is Growing Stale (Imperial Records, 45-8134)
- 1952: Bandera Waltz/End Of The World (Imperial Records, 45-8144)
- 1952: In A Hundred Years Or More/Cold Empty Arms (Imperial Records, 45-8147)
- 1952: Indian Love Call/China Doll (Imperial Records, 45-8156)
- 1952: An Amateur In Love/By The Waters Of The Minnetonka (Imperial Records, 45-8163)
- 1952: Keep It A Secret/My Heart Is Broken In Three (Imperial Records, 45-8169)
- 1953: All That I'm Asking Is Sympathy/How Can I Tell (Imperial Records, 45-8180)
- 1953: Restless Heart/Song Of The Old Water Wheel (Imperial Records, 45-8189)
- 1953: There's A Rainbow In Every Teardrop/Danny Boy (Imperial Records, 45-8201)
- 1953: North Wind/Darlin' Don't Cry (Imperial Records, 45-8208)
- 1953: Lord, Help Me Be As Thou/Stairway To Heaven (Imperial Records, 45-8220)